# Tirapazamine
La tirapazamine (SR-4233) est une molécule présentant une activité antitumorale en phase d'essai clinique II et III. Sa forme réduite peut cliver l'ADN des cellules présentant un déficit en oxygène, aussi appelées cellules hypoxiques. Ces cellules se trouvent souvent dans les zones peu vascularisées au centre des tumeurs cancéreuses.
Elle a été développée dans un premier temps comme herbicide.  Son activité antitumorale a été découverte par l'équipe du professeur Zeman en 1986.